# Bart Croughs
Bartolomeus Thomas (Bart) Croughs (1966) is een Nederlandse columnist en schrijver van libertarische artikelen. In 1997 en 1998 was hij columnist bij Playboy en tot 2006 schreef hij wekelijks in HP/De Tijd. Zijn artikelen verschijnen thans onder meer op  website MeerVrijheid. Croughs, die filosofie studeerde, maakt zich in zijn columns sterk voor het libertarisme. Hij beschouwt de samenleving en de rol van de overheid daarin.

## Ideeën
Croughs publiceert veelal opvallende ideeën. Zo stelde hij in De Groene Amsterdammer van 17 januari 1996 voor Nederland volledig te privatiseren: "Ik ben ervoor dat het land partjesgewijs wordt verzelfstandigd, zodat iedere buurt, wijk of streek een eigen politiek van immigratie kan voeren. Buurten waar veel progressieve Nederlanders wonen, zoals de Concertgebouwbuurt in Amsterdam, kunnen dan fijn het maximale quotum vreemdelingen binnenhalen. In de wijken waar de allochtoon minder populair is, kan het dan worden beperkt. Op die manier wordt iedereen tevreden. De vrije markt regelt alles als vanzelf, als je haar de ruimte geeft, verdwijnen vervelende zaken als discriminatie en racisme als vanzelf. Als je het minimumloon en de verzorgingsstaat afschaft, verdwijnt de werkloosheid.'"
Een groot aantal columns uit zijn eigen tijdschrift Reactie en HP/De Tijd werden gebundeld in het boek In de naam van de vrouw, de homo en de allochtoon waarin Croughs op een felle maar humoristische wijze de denkwijzen van "de progressief" aanvalt. Het linkse actieblad Ravage sprak van een “glasheldere argumentatie”. Trouw vond het juist ”slechts rijp voor wat schouderophalen”.
In 2002 weigerde Intermediair de column "De hypocrisie van Amnesty International" waarin Croughs betoogde dat Amnesty ook voor de vrijheid van meningsuiting zou moeten strijden als het om "foute" meningen zoals de ontkenning van de Holocaust of de wenselijkheid van een multiculturele samenleving gaat.
Hoofdredacteur Henk Steenhuis van HP/De Tijd is juist zeer lovend over Croughs. ”Wie over vijftig jaar wil weten welke bizarre denkbeelden in onze tijd de boventoon voerden, kan te rade gaan bij het werk van Croughs.”